# Орлов, Михаил Григорьевич
Михаил Григорьевич Орлов — предприниматель, мастер, владелец мастерских стеклянных изделий. Обладатель серебряной медали Всероссийской промышленной выставки в Нижнем Новгороде (1896) и золотой медали Санкт-Петербургской ремесленной выставки (1899).

## Биография
Михаил Григорьевич Орлов родился в семье Григория Семеновича Орлова — русского мастера, который одним из первых занялся изготовлением стеклянных предметов на паяльной лампе. В 1840-х годах таким видом предпринимательской деятельности, как изготовлением работ на паяльной лампе, занимались в основном французы.
Григорий Орлов в 1848 году работал на стеклянном заводе «А. И. Ге и Мартен», который располагался в Корчевском уезде Тверской губернии. Там он увидел процесс выдувания разных объектов из стеклянных трубочек, и решил самостоятельно начать заниматься таким направлением. Вначале для этого он использовал самый простой и известный ему способ.
Он применял «дуванчик», который напоминал современный инструмент — блезер, и конопляное масло в качестве материала для горения. В конопляное масло вставлялся фитиль, изготавливаемый из ваты и тряпья. Спустя 10 лет работы, Михаил Орлов немного усовершенствовал свое производство, соединив дуванчик с воздушным мехом, накачивая воздух ногой. Это позволило сделать ему его дело более прибыльным. Со временем он поменял материал для горения, перейдя на коровье сало, а затем на парафин. Он работал по этим технологиям до 1877 года, изготовляя серьги, запонки, круглые бусы, мундштуки для курения папирос.
В 1877 году, сын мастера Михаил Григорьевич Орлов, решил усовершенствовать свое дело. Он съездил в Петербург, и там узнал тонкости применения специальной выдувной лампы. Ее он и стал использовать до 1882 года в деревне, в местности Круг, которая находилось на территории имения князя Меньшикова в Клинском уезде Московской губернии.
Вскоре он переехал жить в Санкт-Петербург и продолжил работать в отрасли стеклянного производства, равняясь на заграничных мастеров, которые изготавливали тонкие и сложные изделия. Через 30 лет его деятельности, он выпустил учеников-подмастерьев, учившихся в его мастерской. Его ученики могли работать наряду с иностранными мастерами. Позже, стеклянные изделия в его мастерской стали проводиться на городском газе, с применением специальной горелки с двумя кранами. Это устройство моментально изменяло пламя с большого на маленькое, чего нельзя было достичь, используя керосиновые лампы.
Он создал приборы и выставил их в 1896 году на Всероссийской Промышленной выставке в Нижнем Новгороде, получил за них серебряную медаль. В 1899 году на Санкт-Петербургской Ремесленной выставке, он уже был обладателем золотой медали. Читая отзывы экспертизы о работах М. Г. Орлова, можно увидеть, что специалисты называли его «Русским Грейнером».
В 1906 году Михаил Орлов открыл свой магазин, в котором велась продажа аптечной посуды, химической посуды, лабораторных принадлежностей. Там были устройства для химических, бактериологических и фармацевтических лабораторий, аппараты для исследования низших организмов, ртутновоздушные насосы, терморегуляторы, химические термометры, аппараты для стерилизации молока, приготовления кислорода, ареометры, горелки, лампы разного рода, аппараты для вдыхания насыщенного воздуха, пульверизаторы, комнатные дезинфекторы, которые использовались для обеззараживания жилых помещений.
В 1910 году Михаил Орлов выпустил иллюстрированный прейскурант, благодаря которому его фирма стала более известна в провинции. Были случаи, когда нужны были приборы, которых не было в прейскуранте, тогда они создавались мастером по рисункам, которые ему отправляли, в кратчайшие сроки. Фирма постоянно получала заказы из высших учебных заведений Петербурга и других городов. Также фирма занималась устройством химических, физических и бактериологических лабораторий, создавала полное оборудование для больниц, аптек и амбулаторий.